# Marcouville-en-Vexin
Marcouville-en-Vexin est une ancienne commune de l'Eure, rattachée à Houville-en-Vexin en 1842.

## Toponymie
Le Vexin normand s'étend sur le nord-est du département de l'Eure.

## Historique
En 1152, le duc Henri II détruit le manoir de Marcouville. 

Le fief de Marcouville appartient à partir de 1505, avec Robert Ier de Gaillarbois, écuyer marié à Jeanne de Rune, à la famille de Gaillarbois.

En 1788, la seigneurie de Marcouville est devenue la propriété du marquis de Radepont, Jean-Léonor du Bosc.

## Monument
- Château de Marcouville

## Personnalités liées à la commune
- Pierre-Augustin Lefèvre de Marcouville a accolé le terme Marcouville à son patronyme pour honorer ses ancêtres qui y avaient leurs racines.